# Ada Pérez Guevara
Ada Pérez Guevara (Cantaura, estado Anzoátegui, Venezuela, 3 de noviembre de 1905–Caracas, 1997) fue una periodista, escritora y activista y de los derechos de la mujer venezolana. Durante su trayectoria literaria, Ada escribió en el género del cuento, la novela, el ensayo y la poesía. Cofundadora del Ateneo de Caracas.

## Biografía

### Infancia y educación
Hija de Octaviano Pérez Freites y de la Mercedes Guevara Rojas, reconocida escritora regional conocida como Mercedes de Pérez Freites en el mundo literario. Por su lado paterno, era descendiente del prócer independentista Pedro María Freites, mientras que su madre le inculcó la pasión por la literatura.
En 1917 la familia se mudó a Caracas, estudiando en el colegio San José de Tarbes, donde también se enseñaba el francés como segunda lengua; Pérez Guevara obtuvo el título de primaria y el diploma de francés, para entonces el máximo reconocimiento en las escuelas.

### Dictadura de Juan Vicente Gómez
En 1931 participó en relevantes actividades culturales que condujeron a la creación del Ateneo de Caracas, razón por la que es considerada como una de sus fundadoras. En 1934 empezó su activismo por los derechos de la mujer y estuvo presa en La Rotunda durante la dictadura de Juan Vicente Gómez junto con otras mujeres. En 1935, al salir de prisión, se unió en las luchas de Asociaciones Unidas Pro Reforma del Código Civil y de la Agrupación Cultural Femenina de manera definitiva. Desde estas organizaciones promoción las primeras reformas con una perspectiva de mujeres y de la familia: las reivindicaciones femeninas, la personalidad jurídica plena de la mujer, su derecho al voto en igualdad de condiciones que el hombre, la situación de las trabajadoras, el derecho a la instrucción, el acceso a la cultura y la recreación; en otras palabras, el derecho a la igualdad con respecto al hombre en su dignidad como ser humano.

### Post gomecismo
Estuvo entre las firmantes del Mensaje de mujeres venezolanas al general Eleazar López Contreras, cuando un grupo de mujeres representando diversas asociaciones y regiones del país se dirige al general el 30 de diciembre de 1935, incluyendo su hija Blanca Rosa López, solicitando protección para la infancia y de la mujer en todos los ámbitos de la vida. Las reuniones, la mayoría clandestinas, se realizaban en su casa en la avenida Norte 20, en Caracas.
Pérez Guevara se encuentra entre las firmantes del acta de constitución de la Asociación Cultural Interamericana y entre las fundadoras de la Biblioteca Femenina Venezolana, la cual organizó el Concurso Femenino Venezolano, un premio literario exclusivo para mujeres. En 1936 fundó la Asociación Venezolana de Mujeres junto con varias lideresas para la realización de obras sociales de gran escala, como la Casa de Protección Prenatal María Teresa Toro.
Desde 1936 empieza a ejercer labores como periodista junto a Pomponette Planchart, Carmen Clemente Travieso y Olga Luzardo, entre otras. 
En 1940 participó en la Conferencia Preparatoria del Primer Congreso Venezolano de Mujeres, presidido por Antonia Palacios, aunque no sería hasta 1975 cuando tendría lugar. En junio de 1941 integró el jurado del Segundo Concurso Femenino Venezolano, promovido por la Asociación Cultural Interamericana, junto con Carlos Eduardo Frías y Pedro Sotillo, donde la poetisa venezolana Enriqueta Arvelo Larriva gana y es premiada con su primer poemario: Cristal nervioso: poemas.
En 1942, las integrantes de la Agrupación Cultural Femenina y la Asociación Venezolana de Mujeres fundan la Acción Femenina, teniendo como meta el derecho al voto femenino. En 1944 Pérez Guevara estuvo entre más de 11.000 mujeres que suscribieron un manifiesto presentado ante el Congreso en el que se proponía la reforma constitucional del artículo 32, numeral 42. El sufragio femenino sería concedido el 5 de julio de 1945, inicialmente restringido al ámbito municipal, y posteriormente en 1946 se le permite a las mujeres elegir y a ser elegidas como diputadas a la Asamblea Constituyente.
Ada fue fundadora del Correo Cívico Femenino el mismo año en Caracas junto a Flor María Manzano, una revista mensual donde fue redactora entre 1945 hasta su última publicación en enero de 1947.

### Democracia
En 1964 se graduó como licenciada en periodismo en la Universidad Central de Venezuela.
En 1970 obtuvo el premio único “Violeta de Oro” del concurso literario de Ciudad Bolívar por su cuento “Luz nueva”.
Ada también escribió para los periódicos El Nacional y El Universal, entre otros.

## Legado
Según la escritora venezolana María Cristina Solaeche, Ada Pérez Guevara es una de las figuras más representativas de la escritura de denuncia en Venezuela, narrando "la precariedad del parto en la mujer campesina", "la violencia sexual en la mujer trabajadora", "la explotación del salario de la empleada", "las vejaciones contra ‘la solterona’", "la subalternidad femenina", "la explotación de las mujeres, los niños, los obreros, los campesinos, los extranjeros", "el rechazo a la subordinación conyugal" y el "sometimiento de la mujer por parte del hombre".

## Obras
- Flora Méndez (1934)
- Tierra talada (1937)
- Pelusa y otros cuentos (1946)

## Premios
- Violeta de Oro (1970, Ciudad Bolívar)